# Scelotrichia thunama
Scelotrichia thunama är en nattsländeart som beskrevs av Olah 1989. Scelotrichia thunama ingår i släktet Scelotrichia och familjen smånattsländor. Inga underarter finns listade i Catalogue of Life.